# Équipe d'Italie de football à la Coupe du monde 1982
L'Équipe d'Italie de football remporte la Coupe du monde 1982 organisée en Espagne. C'est la 3e Coupe du monde remportée par les joueurs italiens, après celles de 1934 et 1938.

## Effectif

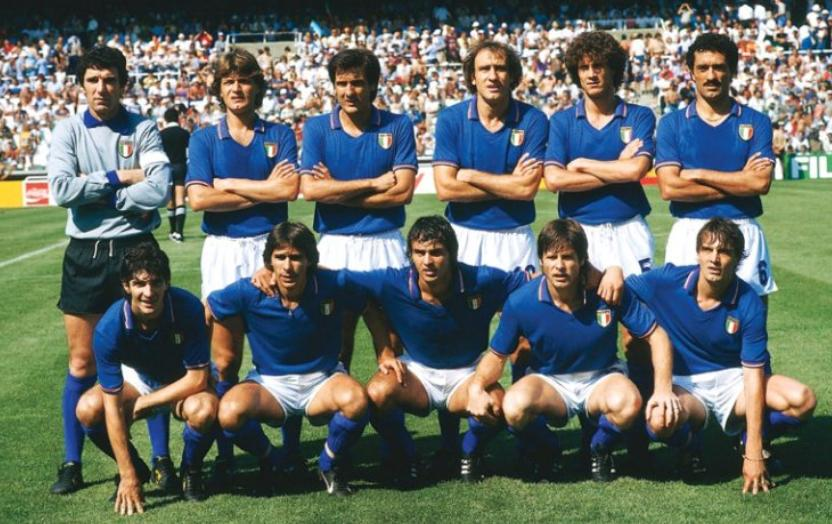
L'Équipe d'Italie 1982.
En haut debout de gauche à droite: Dino Zoff, Giancarlo Antognoni, Gaetano Scirea, Francesco Graziani, Fulvio Collovati, Claudio Gentile.
En bas assis de gauche à droite: Paolo Rossi, Bruno Conti, Antonio Cabrini, Gabriele Oriali, Marco Tardelli.

## Phase finale

### Premier tour

#### Groupe 1
| Classement final |          |     |   |   |   |   |    |    |      |
|                  | Équipe   | Pts | J | G | N | P | BP | BC | Diff |
| 1                | Pologne  | 4   | 3 | 1 | 2 | 0 | 5  | 1  | +4   |
| 2                | Italie   | 3   | 3 | 0 | 3 | 0 | 2  | 2  | 0    |
| 3                | Cameroun | 3   | 3 | 0 | 3 | 0 | 1  | 1  | 0    |
| 4                | Pérou    | 2   | 3 | 0 | 2 | 1 | 2  | 6  | -4   |

| 14 juin | Italie | 0 | 0 | Pologne  |
| 18 juin | Italie | 1 | 1 | Pérou    |
| 23 juin | Italie | 1 | 1 | Cameroun |

| 14 juin 1982 17:15        | Italie  | 0 - 0   | Pologne | Stade du Balaidos, Vigo                         |                                                 |
| Historique des rencontres |         | (0 - 0) |         | Spectateurs : 33 000 Arbitrage : Michel Vautrot | Spectateurs : 33 000 Arbitrage : Michel Vautrot |
| Historique des rencontres | Rapport |         |         | Spectateurs : 33 000 Arbitrage : Michel Vautrot | Spectateurs : 33 000 Arbitrage : Michel Vautrot |

| 18 juin 1982 17:15        | Italie    | 1 - 1   | Pérou    | Stade du Balaidos, Vigo                            |                                                    |
| Historique des rencontres | Conti 18e | (1 - 0) | Díaz 83e | Spectateurs : 25 000 Arbitrage : Walter Eschweiler | Spectateurs : 25 000 Arbitrage : Walter Eschweiler |
| Historique des rencontres | Rapport   |         |          | Spectateurs : 25 000 Arbitrage : Walter Eschweiler | Spectateurs : 25 000 Arbitrage : Walter Eschweiler |

| 23 juin 1982 17:15        | Italie       | 1 - 1   | Cameroun   | Stade du Balaidos, Vigo                         |                                                 |
| Historique des rencontres | Graziani 60e | (0 - 0) | M'Bida 61e | Spectateurs : 20 000 Arbitrage : Bogdan Dotchev | Spectateurs : 20 000 Arbitrage : Bogdan Dotchev |
| Historique des rencontres | Rapport      |         |            | Spectateurs : 20 000 Arbitrage : Bogdan Dotchev | Spectateurs : 20 000 Arbitrage : Bogdan Dotchev |

### Second tour

#### Groupe C
| Classement final |           |     |   |   |   |   |    |    |    |
|                  | Équipe    | Pts | J | G | N | P | Bp | Bc | GA |
| 1                | Italie    | 4   | 2 | 2 | 0 | 0 | 5  | 3  | +2 |
| 2                | Brésil    | 2   | 2 | 1 | 0 | 1 | 5  | 4  | +1 |
| 3                | Argentine | 0   | 2 | 0 | 0 | 2 | 2  | 5  | -3 |

| 29 juin   | Italie | 2 | 1 | Argentine |
| 5 juillet | Italie | 3 | 2 | Brésil    |

| 29 juin 1982                      | Italie                     | 2 - 1   | Argentine      | Estadi de Sarrià, Barcelone                     |                                                 |
| 17:15 · Historique des rencontres | Tardelli 55e · Cabrini 67e | (0 - 0) | Passarella 83e | Spectateurs : 43 000 Arbitrage : Nicolae Rainea | Spectateurs : 43 000 Arbitrage : Nicolae Rainea |
| 17:15 · Historique des rencontres | Rapport                    |         |                | Spectateurs : 43 000 Arbitrage : Nicolae Rainea | Spectateurs : 43 000 Arbitrage : Nicolae Rainea |

| 5 juillet 1982                    | Italie             | 3 - 2   | Brésil                    | Estadi de Sarrià, Barcelone                    |                                                |
| 17:15 · Historique des rencontres | Rossi 5e, 25e, 74e | (2 - 1) | Sócrates 12e · Falcão 68e | Spectateurs : 44 000 Arbitrage : Abraham Klein | Spectateurs : 44 000 Arbitrage : Abraham Klein |
| 17:15 · Historique des rencontres | Rapport            |         |                           | Spectateurs : 44 000 Arbitrage : Abraham Klein | Spectateurs : 44 000 Arbitrage : Abraham Klein |

### Demi-finale
L'Italie retrouve la Pologne, affaiblie par la suspension de son leader, Z. Boniek, en demi-finale, et cette fois-ci sort vainqueur par 2 buts à 0.

#### Feuille de match
| Titulaires :       |                      |     |
|                    |                      |     |
| 1                  | Józef Młynarczyk     |     |
| 2                  | Marek Dziuba         |     |
| 3                  | Janusz Kupcewicz     |     |
| 5                  | Paweł Janas          |     |
| 8                  | Waldemar Matysik     |     |
| 9                  | Władysław Żmuda      |     |
| 10                 | Stefan Majewski      |     |
| 11                 | Włodzimierz Smolarek | 77e |
| 13                 | Andrzej Buncol       |     |
| 15                 | Włodzimierz Ciołek   | 45e |
| 16                 | Grzegorz Lato        |     |
|                    |                      |     |
| Remplaçants :      |                      |     |
| 14                 | Andrzej Pałasz       | 46e |
| 18                 | Marek Kusto          | 77e |
|                    |                      |     |
| Sélectionneur :    |                      |     |
| Antoni Piechniczek |                      |     |

| Titulaires :    |                      |     |
|                 |                      |     |
| 1               | Dino Zoff            |     |
| 3               | Giuseppe Bergomi     |     |
| 4               | Antonio Cabrini      |     |
| 5               | Fulvio Collovati     |     |
| 7               | Gaetano Scirea       |     |
| 9               | Giancarlo Antognoni  | 28e |
| 13              | Gabriele Oriali      |     |
| 14              | Marco Tardelli       |     |
| 16              | Bruno Conti          |     |
| 19              | Francesco Graziani   | 70e |
| 20              | Paolo Rossi          |     |
|                 |                      |     |
| Remplaçants :   |                      |     |
| 11              | Giampiero Marini     | 28e |
| 18              | Alessandro Altobelli | 70e |
|                 |                      |     |
| Sélectionneur : |                      |     |
| Enzo Bearzot    |                      |     |

| Titulaires :       |                      |     |
|                    |                      |     |
| 1                  | Józef Młynarczyk     |     |
| 2                  | Marek Dziuba         |     |
| 3                  | Janusz Kupcewicz     |     |
| 5                  | Paweł Janas          |     |
| 8                  | Waldemar Matysik     |     |
| 9                  | Władysław Żmuda      |     |
| 10                 | Stefan Majewski      |     |
| 11                 | Włodzimierz Smolarek | 77e |
| 13                 | Andrzej Buncol       |     |
| 15                 | Włodzimierz Ciołek   | 45e |
| 16                 | Grzegorz Lato        |     |
|                    |                      |     |
| Remplaçants :      |                      |     |
| 14                 | Andrzej Pałasz       | 46e |
| 18                 | Marek Kusto          | 77e |
|                    |                      |     |
| Sélectionneur :    |                      |     |
| Antoni Piechniczek |                      |     |

| Titulaires :    |                      |     |
|                 |                      |     |
| 1               | Dino Zoff            |     |
| 3               | Giuseppe Bergomi     |     |
| 4               | Antonio Cabrini      |     |
| 5               | Fulvio Collovati     |     |
| 7               | Gaetano Scirea       |     |
| 9               | Giancarlo Antognoni  | 28e |
| 13              | Gabriele Oriali      |     |
| 14              | Marco Tardelli       |     |
| 16              | Bruno Conti          |     |
| 19              | Francesco Graziani   | 70e |
| 20              | Paolo Rossi          |     |
|                 |                      |     |
| Remplaçants :   |                      |     |
| 11              | Giampiero Marini     | 28e |
| 18              | Alessandro Altobelli | 70e |
|                 |                      |     |
| Sélectionneur : |                      |     |
| Enzo Bearzot    |                      |     |

### Finale

#### Résumé de la rencontre
Après une première mi-temps sans but au cours de laquelle Antonio Cabrini a manqué un penalty, Paolo Rossi marque le premier but du match à la 56e minute. Marco Tardelli a ensuite marqué un but de la limite de la surface de réparation  avant que Alessandro Altobelli conclut une contre-attaque de l'ailier Bruno Conti, pour le but du 3-0. Breitner a marqué pour l'Allemagne à la 83e minute mais l'Italie a tenu pour finalement remporter leur premier titre en Coupe du monde depuis 44 ans, et leur troisième au total avec une victoire 3-1.
Venant après leurs victoires 1934 et 1938, l'Italie atteint le record de titre de champions possédée par le Brésil avec trois titres également. Paolo Rossi a remporté le Soulier d'or décerné au meilleur buteur du tournoi, et le Ballon d'Or comme le meilleur joueur du tournoi (décerné pour la première fois). Le capitaine et gardien de but Dino Zoff à quarante ans est devenu le plus vieux joueur à remporter la Coupe du monde.

#### Feuille de match
| 11 juillet 1982                   | Italie                                                          | 3 – 1   | Allemagne de l'Ouest | Stade Santiago Bernabéu, Madrid                       |                                                       |
| 20:00 · Historique des rencontres | Paolo Rossi 56e · Marco Tardelli 69e · Alessandro Altobelli 80e | (0 - 0) | Paul Breitner 83e    | Spectateurs : 90 000 Arbitrage : Arnaldo Cézar Coelho | Spectateurs : 90 000 Arbitrage : Arnaldo Cézar Coelho |
| 20:00 · Historique des rencontres | Rapport                                                         |         |                      | Spectateurs : 90 000 Arbitrage : Arnaldo Cézar Coelho | Spectateurs : 90 000 Arbitrage : Arnaldo Cézar Coelho |

| Italie | Allemagne de l'Ouest |

|               | 1  | Dino Zoff (c)        |     |    |     |
|               | 7  | Gaetano Scirea       |     |    |     |
|               | 6  | Claudio Gentile      |     |    |     |
|               | 5  | Fulvio Collovati     |     |    |     |
|               | 3  | Giuseppe Bergomi     |     |    |     |
|               | 4  | Antonio Cabrini      |     |    |     |
|               | 13 | Gabriele Oriali      | 73e |    |     |
|               | 16 | Bruno Conti          | 31e |    |     |
|               | 14 | Marco Tardelli       |     |    |     |
|               | 19 | Francesco Graziani   |     | 7e |     |
|               | 20 | Paolo Rossi          |     |    |     |
| Remplaçants : |    |                      |     |    |     |
|               | 18 | Alessandro Altobelli |     | 7e | 89e |
|               | 15 | Franco Causio        |     |    | 89e |
| Entraîneur :  |    |                      |     |    |     |
| Enzo Bearzot  |    |                      |     |    |     |

|               | 1  | Harald Schumacher         |     |     |
|               | 15 | Uli Stielike              | 73e |     |
|               | 20 | Manfred Kaltz             |     |     |
|               | 4  | Karlheinz Förster         |     |     |
|               | 5  | Bernd Förster             |     |     |
|               | 6  | Wolfgang Dremmler         | 61e | 62e |
|               | 3  | Paul Breitner             |     |     |
|               | 11 | Karl-Heinz Rummenigge (c) |     | 70e |
|               | 2  | Hans-Peter Briegel        |     |     |
|               | 7  | Pierre Littbarski         | 88e |     |
|               | 8  | Klaus Fischer             |     |     |
| Remplaçants : |    |                           |     |     |
|               | 9  | Horst Hrubesch            |     | 62e |
|               | 10 | Hansi Müller              |     | 70e |
| Entraîneur :  |    |                           |     |     |
| Jupp Derwall  |    |                           |     |     |

| Assistants : Abraham Klein Vojtech Christov |